# Santurce (España)
Santurce(oficialmente en euskera: Santurtzi)es un municipio español de la provincia de Vizcaya, en la comunidad autónoma del País Vasco, perteneciente a la comarca no oficial del Gran Bilbao. Históricamente, en cambio, formó parte hasta comienzos del siglo XIX de los Tres Concejos que componían el Valle de Somorrostro en Las Encartaciones.
Sito en la Margen Izquierda de la ría de Bilbao, a los pies del monte Serantes (452 m s. n. m.). Limita al sur con Ortuella, al este con Portugalete al oeste con Abanto y Ciérvana y con Ciérvana y al norte con Guecho.
Posee una orografía muy accidentada, aunque, a excepción del monte Serantes (452 m s. n. m.) –uno de sus elementos topográficos más simbólicos–, no presenta grandes alturas, situándose las más significativas en las estribaciones del propio Serantes: el Mazo (245 m s. n. m.) y los Cuetos (123 y 106 m s. n. m.). Su relieve se inscribe dentro del flanco norte del llamado anticlinal de Vizcaya. Es un relieve de tipo estructural, correspondiendo a una serie de materiales del cretácico (calizas urgonienses) a lo largo de Punta Lucero-Serantes, suavemente inclinados hacia la ría.
El clima en Santurce es oceánico húmedo. Las temperaturas son suaves durante todo el año, con lluvias más frecuentes en primavera y otoño, inviernos benignos y veranos no excesivamente calurosos. La temperatura media en verano es de 20 °C y de 8 °C en invierno.

## Toponimia
Cuenta la tradición que la actual iglesia de San Jorge en Santurce, fue originalmente un monasterio fundado por unos monjes de origen inglés, que huyendo de conflictos religiosos, fueron a recalar en la costa vizcaína, en el Valle de Somorrostro. En torno a este monasterio surgiría el pueblo de Santurce.
El nombre Santurce deriva del latín Sant Georgi, al igual que la ermita del mismo nombre que existió en Gordejuela (43°09′6″N 3°4′11″O / 43.15167, -3.06972) cerca de Idubaltza (Oquendo).
Existen localidades con nombre similar en Álava: Santurde (Berantevilla); Burgos: Santurde; Cantabria: Santiurde de Reinosa, Santiurde de Toranzo; La Rioja: Santurde de Rioja y Santurdejo. Donde se mantiene la "d" en vez de la "c", misma variación que se mantiene en Caviedes (Cantabria) y el barrio santurzano de Cabieces.
La forma castellana Santurce es la evolución castellana del euskara Santurtzi por cambio de -i final post-tónica a -e y desaparición en castellano del sonido fricativo que hoy en día se escribe como -t-z[cita requerida]. La primera mención escrita de este topónimo data de 1075. En dicho documento, escrito en latín, se menciona al Monasterium Sant Georgis. Posteriormente, durante la Edad Media el nombre sería transcrito de muy diversas formas San Jurdic (1249), Santurce (1333), San Yurdie, Sautuye, Santurtzi (1372). En el siglo XV aparece mencionado como Sturse, Santurse y Santursi. Actualmente existen dos formas de transcribir el nombre: Santurce en castellano y Santurtzi en euskera, si bien este último término también es utilizado en castellano.
El nombre oficial del municipio ha sufrido también varias alteraciones. En el siglo XIX se denominaba oficialmente Santurce, pero en 1901 el municipio se dividió en dos. La parte interior (Zona Minera) pasó a llamarse Santurce Ortuella, por ser el núcleo principal de población el barrio minero de Ortuella, que había crecido hasta convertirse en la principal población de Santurce. La parte costera, en torno al núcleo de Santurce propiamente dicho, pasó a denominarse oficialmente Santurce Antiguo. Esa relación entre los dos municipios produjo que en esta localidad se mantengan algunas características y tradiciones de la Zona Minera (barrenadores, bolos a cachete...), sobre todo en la zona fronteriza interior de Santurce: Cabieces.
Aunque Ortuella tuvo más población que Santurce, pronto, en los años 20, Santurce empezó a crecer demográficamente llegando a multiplicar por diez su población en 50 años (de 4780 a 46 417), mientras Ortuella mantuvo un crecimiento demográfico muy estable durante ese mismo periodo (entre 5 28 y 8011).
La denominación oficial de Santurce Antiguo se mantuvo hasta que en 1983 el Ayuntamiento pasó a denominarla oficialmente Santurtzi. Esta denominación fue publicada en el Boletín Oficial del Estado en 1989. Ciertas fuentes afirman que, dado que la denominación Santurce se seguía utilizando ampliamente, en 2002 el Ayuntamiento adaptó la denominación oficial bilingüe de Santurce-Santurtzi, desconociéndose si se llegó a publicar en el Boletín Oficial del País Vasco. En la actualidad, Santurtzi es la única denominación que aparece oficialmente.
El gentilicio de Santurce es santurzano/a. También se utiliza en castellano santurtziarra, que es el gentilicio de la población en euskera.

## Demografía
Santurce cuenta con una población de 46 247 habitantes (INE 2024).
| Gráfica de evolución demográfica de Santurce entre 1857 y 1900 |
| |
| Población de derecho según los censos de población del INE Población de hecho según los censos de población del INEEntre el censo de 1910 y el anterior, este municipio desaparece porque se integra por partes en los municipios 48082 (Santurce Antiguo) y 48083 (Santurce Ortuella) |

| Gráfica de evolución demográfica de Santurce entre 1910 y 2021 |
| |
| Población de derecho según los censos de población del INE Población de hecho según los censos de población del INEEn estos censos se denominaba Santurce Antiguo: 1920, 1930, 1940, 1950, 1960, 1970, 1981 y 1991 Entre el censo de 1910 y el anterior, aparece este municipio porque se segrega del municipio 48531 (Santurce) |

- 1866 (1 de julio): La Chicharra se incorpora a Santurce dejando de pertenecer a Portugalete, fijándose el límite en Peñota.
- 1901: se independiza Ortuella (5248 habitantes frente a 2533 de Santurce Antiguo).
- 1933: Repélega (con Rivas y Galindo) se incorpora a Portugalete, dejando de ser de Santurce.

### Población por núcleos
Desglose de población según el Padrón Continuo por Unidad Poblacional del INE.
| Núcleos   | Habitantes (2019) | Varones | Mujeres |
| --------- | ----------------- | ------- | ------- |
| Balparda  | 238               | 120     | 118     |
| Santurtzi | 45 521            | 21 860  | 23 661  |
| El Villar | 94                | 43      | 51      |
| Santurtzi | 45 853            | 22 023  | 23 830  |

### Transporte

#### Carreteras
- Autovía del Cantábrico salida a Santurce-Centro (km 128) por la carretera BI-3791 (Cabieces) y al Puerto de Bilbao-Mamariga mediante la Autovía del Puerto (N-644)
- Carreteras locales:
  - BI-3791 - BI-628 (Baracaldo).
  - Portugalete-Cabieces-Ortuella.

#### Autobuses
- Integrados en la red de autobuses interurbanos Bizkaibus: destinos a Bilbao (3115, 3136 y 3151), Baracaldo (3136), Sestao (3115, 3135, 3129, 3136 y 3335), Valmaseda y Zalla (3334), Musques (3321 y 3335), Valle de Trápaga (3332), Abanto y Ciérvana (3321, 3323, 3333 y 3335) y al Campus de Leioa de la UPV (2315); así como destinos intermedios como Portugalete (3115, 3129, 3135, 3136, 3321 y 3335) Ortuella (3333), Sopuerta y Galdames (3323 y 3334); y una línea urbana (Santurce - San Juan) (3136). Las principales paradas se ubican en la calle Las Viñas con correspondencia con Metro de Bilbao, en el parque Central, con correspondencia con Renfe Cercanías Bilbao, y en la Rotonda de Antonio Alzaga (Cabieces).
- Servicios de largo recorrido: principalmente a través de Bilbao aunque también existen servicios con parada en Santurce en la línea Irún-Gijón de Alsa, y otras líneas a Castilla y León entre otras.

#### Ferrocarril
- Metro de Bilbao: cuenta con dos estaciones de la Línea 2 del metro, la estación de Kabiezes que es la cabecera, y la estación de Santurce.
- La lanzadera a Mamariga conecta el barrio de Mamariga con la estación de Santurce de metro.
- Renfe Cercanías Bilbao: integrado en la Línea C-1 con las estaciones de Santurce y Peñota.

#### Mar
- Principal zona portuaria del Puerto de Bilbao, importante puerto de carga y descarga de mercancías a nivel intercontinental.
- De abril de 1993 al 27 de septiembre de 2010 funcionó la británica P&O Ferries con el buque "Pride of Bilbao" a la ciudad de Portsmouth.
- En 2006, de mayo a octubre funcionó la española Acciona Trasmediterránea con "Fortuny", también a Portsmouth.

#### Aéreo
- Aeropuerto de Bilbao, a 14 km de la terminal de pasajeros sita en Lujua.

#### Ascensores públicos
- Ascensor Santa Eulalia / Antonio Alzaga
- Ascensor Fundación Hogar
- Ascensores de Larrea

### Economía
Englobada en el área urbana de Bilbao con la correspondiente industria y servicios.
La economía de la localidad está muy influenciada por las instalaciones del Puerto de Bilbao. Asimismo, en su término municipal se encuentra la central térmica de Santurce, propiedad de Iberdrola, almacén de butano, astilleros, etc.
Aún quedan algunos barcos de pesca de bajura.

## Administración y política

### Gobierno municipal

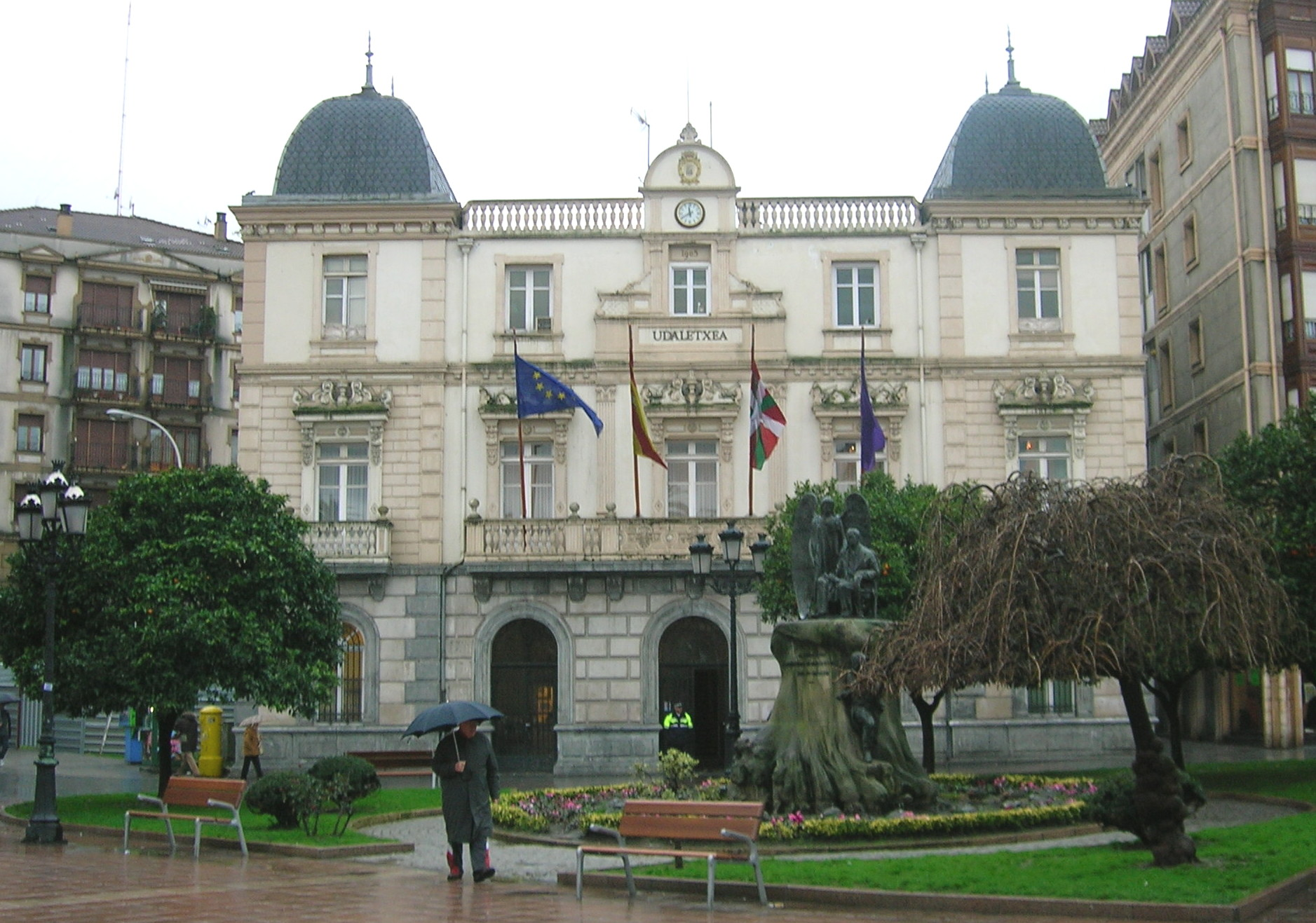
Ayuntamiento de Santurce

| Periodo   | Nombre                          | Partido | Partido                                                       |
| --------- | ------------------------------- | ------- | ------------------------------------------------------------- |
| 1979-1983 | José Antonio Loidi Alcaraz      |         | Euzko Alderdi Jeltzalea-Partido Nacionalista Vasco (EAJ-PNV)  |
| 1983-1995 | José Miguel Darquistade Albizua |         | Partido Socialista de Euskadi (PSE PSOE)                      |
| 1995-2007 | Francisco Javier Cruz Expósito  |         | Partido Socialista de Euskadi-Euskadiko Ezkerra (PSE-EE PSOE) |
| 2007-2015 | Ricardo Ituarte Azpiazu         |         | Euzko Alderdi Jeltzalea-Partido Nacionalista Vasco (EAJ-PNV)  |
| 2015-2023 | Aintzane Urkijo Sagredo         |         | Euzko Alderdi Jeltzalea-Partido Nacionalista Vasco (EAJ-PNV)  |
| 2023-act. | Karmele Tubilla Artetxe         |         | Euzko Alderdi Jeltzalea-Partido Nacionalista Vasco (EAJ-PNV)  |

| Partido político                                              | 2023  | 2023  | 2023       | 2019  | 2019  | 2019       | 2015  | 2015  | 2015       | 2011   | 2011  | 2011       | 2007  | 2007  | 2007       |
| Partido político                                              | Votos | %     | Concejales | Votos | %     | Concejales | Votos | %     | Concejales | Votos  | %     | Concejales | Votos | %     | Concejales |
| Euzko Alderdi Jeltzalea-Partido Nacionalista Vasco (EAJ-PNV)  | 6792  | 32,15 | 7          | 9819  | 41,42 | 10         | 9104  | 40,16 | 10         | 11 220 | 48,54 | 12         | 9898  | 45,36 | 11         |
| Euskal Herria Bildu (EH Bildu)-Bildu                          | 5680  | 26,89 | 6          | 4256  | 17,95 | 4          | 3535  | 15,59 | 3          | 3184   | 13,77 | 3          | —     | —     | —          |
| Partido Socialista de Euskadi-Euskadiko Ezkerra (PSE-EE PSOE) | 4864  | 23,02 | 5          | 5041  | 21,26 | 5          | 3465  | 15,28 | 3          | 4302   | 18,61 | 4          | 7018  | 32,16 | 7          |
| Elkarrekin Podemos (EP)-Ezker Anitza-IU                       | 1747  | 8,27  | 2          | 2576  | 10,86 | 2          | 3681  | 16,24 | 4          | —      | —     | —          | —     | —     | —          |
| Partido Popular del País Vasco (PP)                           | 1212  | 5,73  | 1          | 1097  | 4,62  | 0          | 1354  | 5,97  | 1          | 2143   | 9,27  | 2          | 2624  | 12,03 | 2          |
| Ezker Batua-Berdeak (EB-B)                                    | —     | —     | —          | —     | —     | —          | 902   | 3,98  | 0          | 860    | 3,72  | 0          | 1582  | 7,25  | 1          |

### Organización territorial
- Balparda-Villar
- Cabieces: Los Cuetos, Los Hoyos, Ranzari, Pajares
- Cercamar y El Calero
- El Burgo
- Grupo Serantes
- Las Viñas: Cuesta Las Viñas, Doctor Fleming, Doctor Bruno Alegría, Oyancas, El Bullón, Cuesta Hospital Bajo, Hermanos Larrarte
- Mamariga: La Sardinera, Nafarroa, Vallejo, Vista Alegre
- Peñota: San Juan de Dios
- San Juan: San Juan del Rompeolas, San Juan de Regales

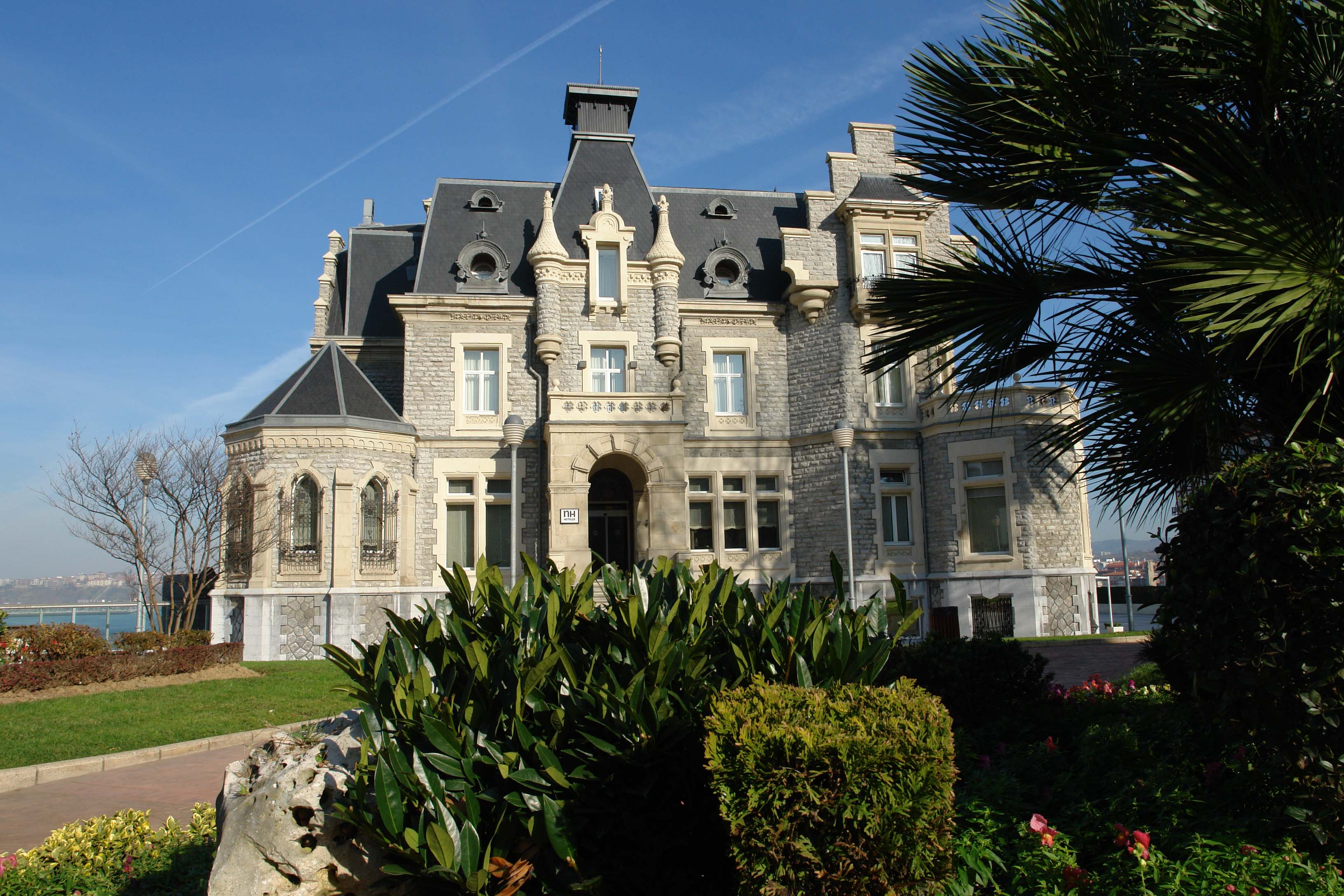
URH Palacio de Oriol

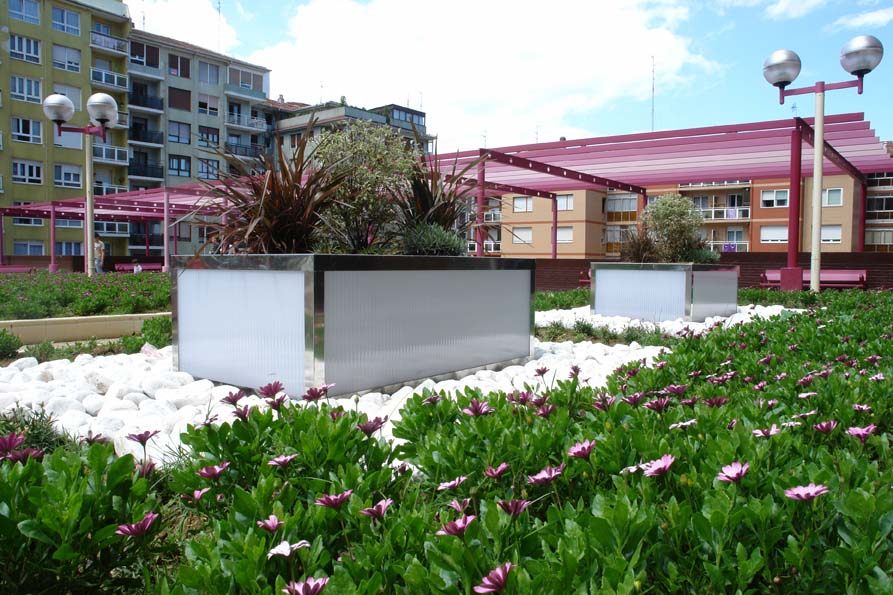
Esculturas funcionales en la plaza Señorío de Bizkaia

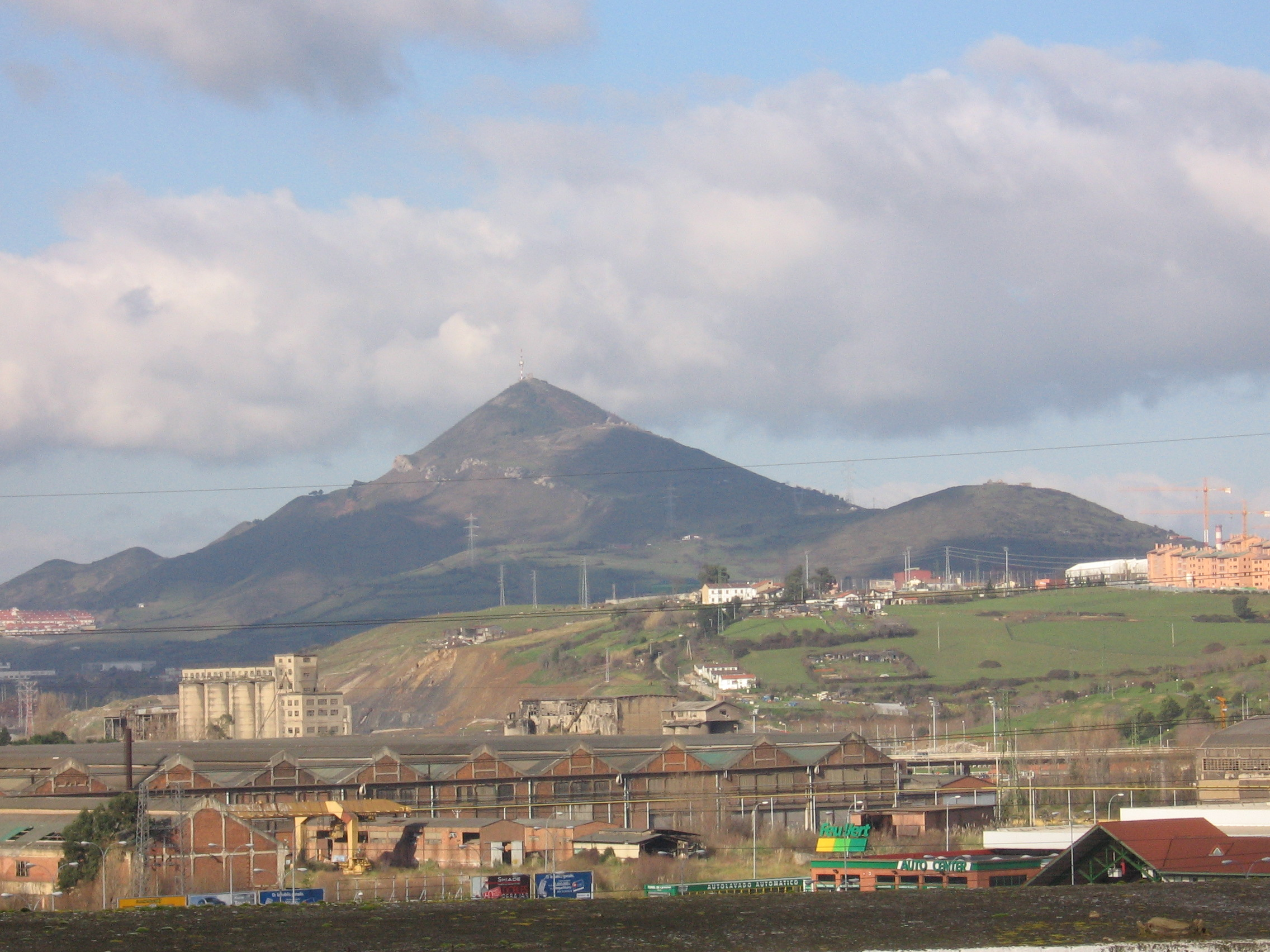
Monte Serantes desde Baracaldo

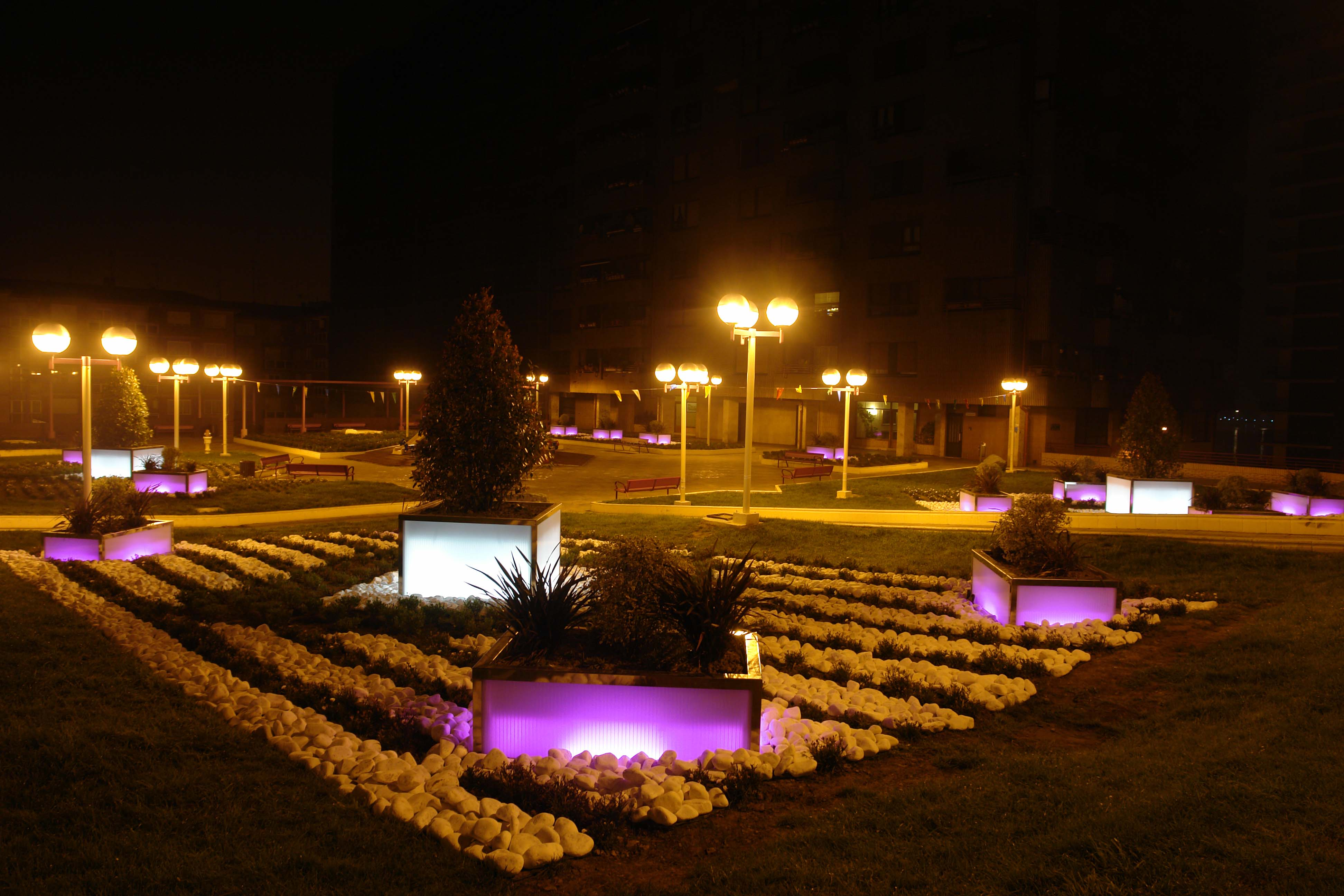
Plaza Señorío de Bizkaia. Rediseño del artista multidisciplinar de Josu Barotin

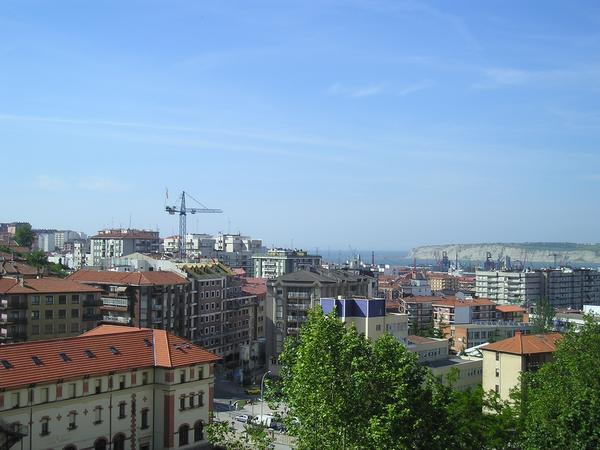
Vista desde el mirador de Antonio Alzaga; en primer plano, el Patronato de Santa Eulalia

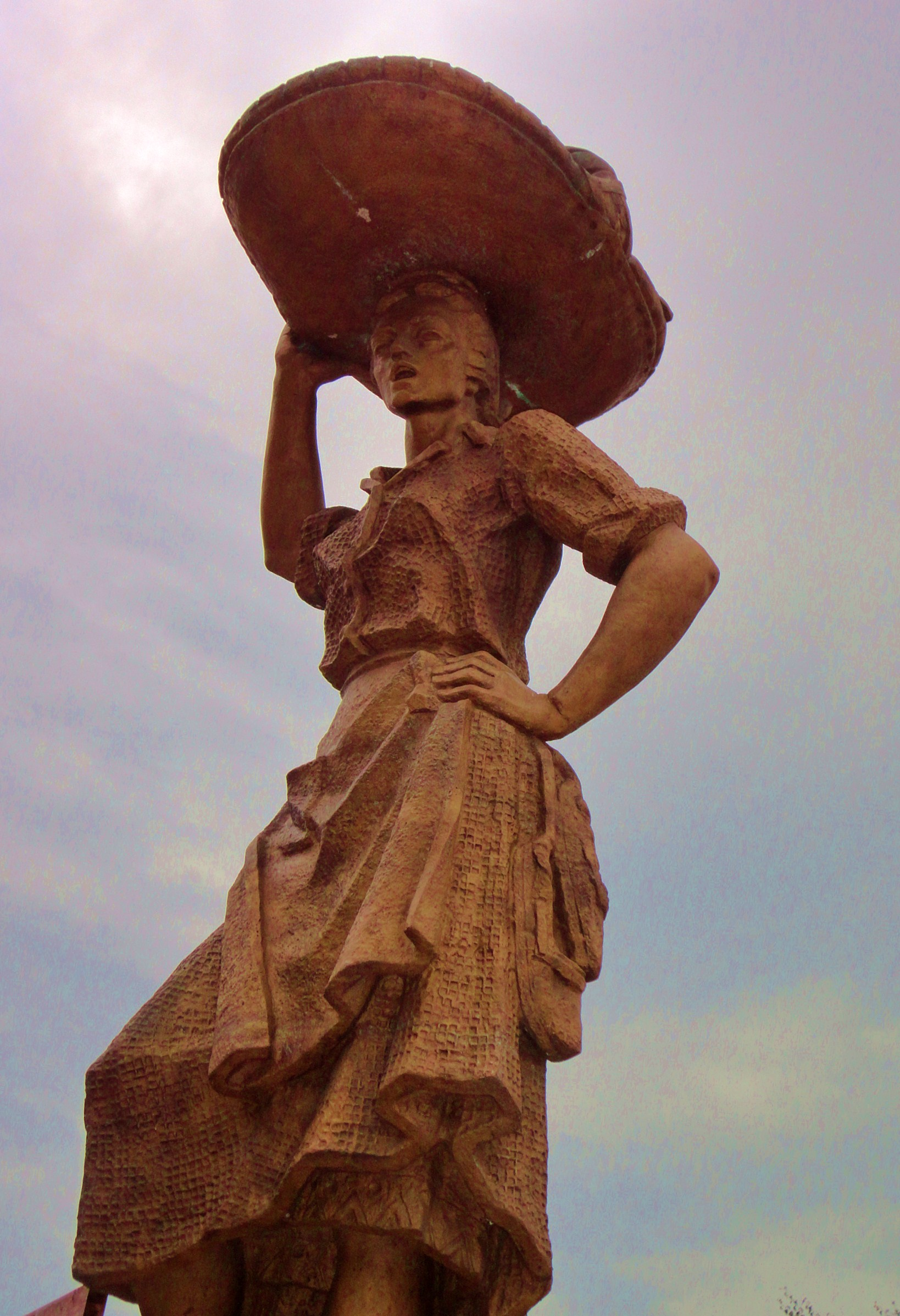
Monumento a la Sardinera

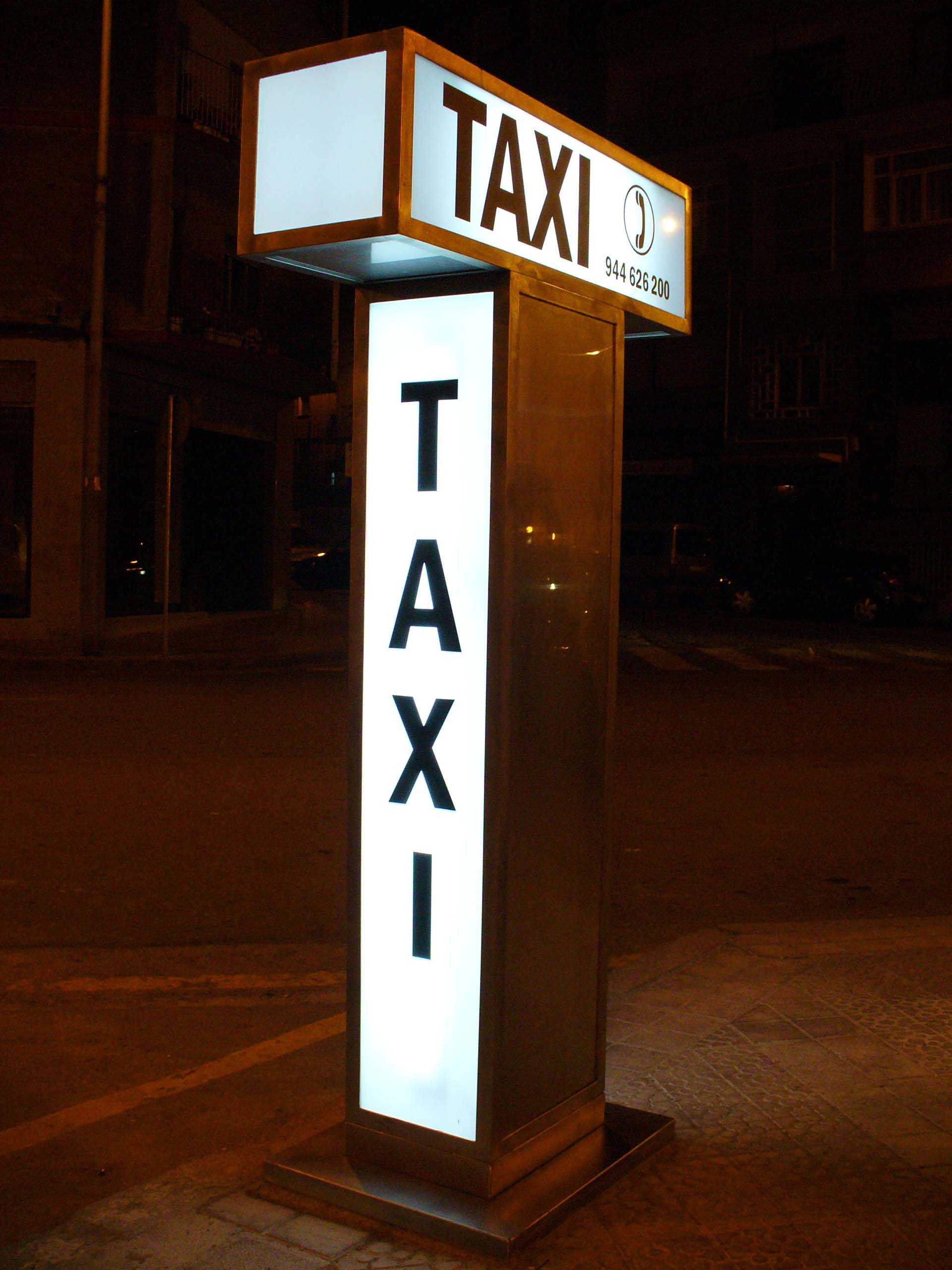
Curiosa señalética para la parada de taxis (barrio de Cabieces)

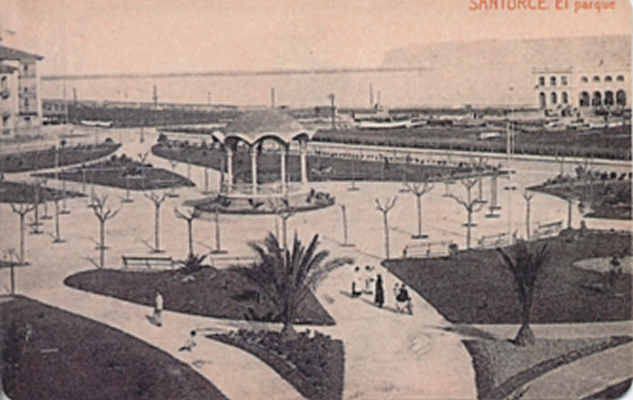
Reproducción de una antigua vista del parque de Santurce

- Santa Eulalia
- Santurce Antiguo: La Chicharra

## Monumentos y lugares de interés
- Iglesia de San Jorge (1725; torre de 1844)
- Escuela náutica (1860)
- Fuente de Mamariga (1882)
- Palacio de Casa Torre (1890)
- Conjunto de fortalezas costeras del monte Serantes (siglo XIX)
- Parroquia de la Virgen del Mar (1901)
- Palacio de Oriol (1902)
- Casa consistorial (1905)
- Patronato de Santa Eulalia (1914)
- Cofradía de Pescadores (1916)
- Puerto pesquero (1916) y Virgen del Carmen (1950)
- Parque municipal (1918) y templete central (1917)
- Monumento a Cristóbal de Murrieta (1923)
- Hogar y Clínica San Juan de Dios (1925)
- Monumento a la Sardinera (1964)
- Monumento a Miguel de Unamuno
- Museo de Esculturas
- Plaza Señorío de Bizkaia (rediseño 2007)

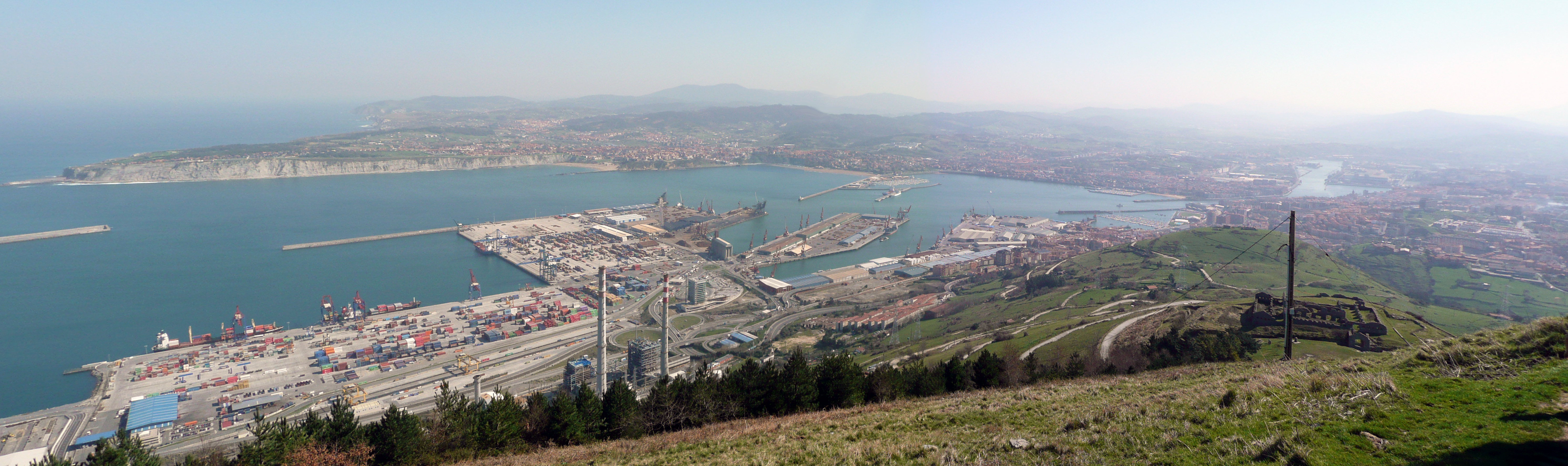
Vista panorámica del El Abra y el Superpuerto

## Cultura

### Eventos y festividades
- El lunes de Pascua, romería de Cornites
- 23 de abril: San Jorge
- 24 de junio: barrio San Juan
- 29 de junio: San Pedro (barrio de Cabieces)
- 16 de julio: Virgen del Carmen
- 8 de septiembre: Virgen del Mar (barrio de Mamariga)
- Octubre: Festival de Cine de Santurtzi - Santurzine
- Noviembre-diciembre: Festival Internacional de Teatro de Santurtzi